# Sydle
A SYDLE é uma empresa brasileira da área de Tecnologia da Informação, com sede em Belo Horizonte, Minas Gerais.

## História
Foi fundada em 2005, pelo seu atual CEO, Daniel Cataldo; e trabalha em desenvolvimento de software de automação e gestão de processos; energia e produtos; e serviços pagos.

## Certificações e premiações

### Certificações
- 2012 - MR-MPS.BR nível C[2]
- 2009 - MR-MPS.BRnível F.[3]

Premiações de Melhores Empresas para Trabalhar
2021 - Ficou entre as 150 empresas vencedoras do prêmio "Melhores Empresas para Trabalhar no Brasil 2021", da consultoria global Great Place to Work.
2019 - 1° lugar de TI Great Place to Work no Brasil. Tricampeões pelo terceiro ano consecutivo. 
2018 - 1° lugar de TI no Brasil pelo segundo ano consecutivo. Além disso, foi considerada a Melhor Empresa para Trabalhar de MG. 
2017 - 1° lugar de TI Great Place to Work no Brasil. A SYDLE recebeu o prêmio de Melhor Empresa de TI do Brasil para Trabalhar.
2016 - 2° lugar geral Great Place to Work em Minas Gerais. Conquistaram o 2º lugar entre as empresas de Minas Gerais de todos os segmentos. 
2015 - SYDLE - Entre as Melhores de TI do Brasi, segundo o Great Place To Work, sendo a melhor do segmento em Minas Gerais.
2014 - SYDLE - Entre as Melhores da América Latina e a 4ª Melhor Empresa para Trabalhar de Minas Gerais, segundo o Instituto Great Place to Work. Além disso, fomos considerados uma das Melhores Empresas em Cidadania Corporativa, segundo a Revista GestãoRH.
2013 - SYDLE - Entre as Melhores Empresas para Trabalhar da América Latina, TI &Telecom e Brasil, do ranking realizado pelo Instituto Great Place to Work e, além disso, na lista das 150 Melhores do Guia VOCÊ S/A.
2012 - SYDLE - 8ª Melhor Empresa para Trabalhar, a Melhor Empresa de TI de Minas Gerais, umas das melhores do Brasil e, ainda, eleito pelo Instituto Great Place to Work a Melhor Empresa em Qualidade de Vida. 
Para fechar com chave de ouro, estamos no ranking do Guia VOCÊ S/A como uma das Melhores Empresas para Você Trabalhar!
2011 - SYDLE - Entre as 50 melhores empresas para trabalhar na América Latina, segundo Great Place to Work Institute.
2011 - SYDLE - Entre as 150 melhores empresas brasileiras para trabalhar, segundo a Revista Exame.
2011 - SYDLE - 30º lugar entre as melhores empresa de todos os segmentos do Brasil - Great Place to Work Institute.
2011 - SYDLE - 11º lugar entre as melhores empresas de TI - Great Place to Work Institute.
2010 - SYDLE - 35°lugar as melhores empresa de todos os segmentos do Brasil - Great Place to Work Institute.
2010 - SYDLE - 8º lugar entre as melhores empresas de TI - Great Place to Work Institute.
2009 - SYDLE - 18º lugar entre as melhores empresas de TI - Great Place to Work Institute.
2008 - SYDLE - 8 º lugar entre as melhores empresas de TI - Great Place to Work Institute.